# Bras (céphalopode)
Pour les articles homonymes, voir bras.

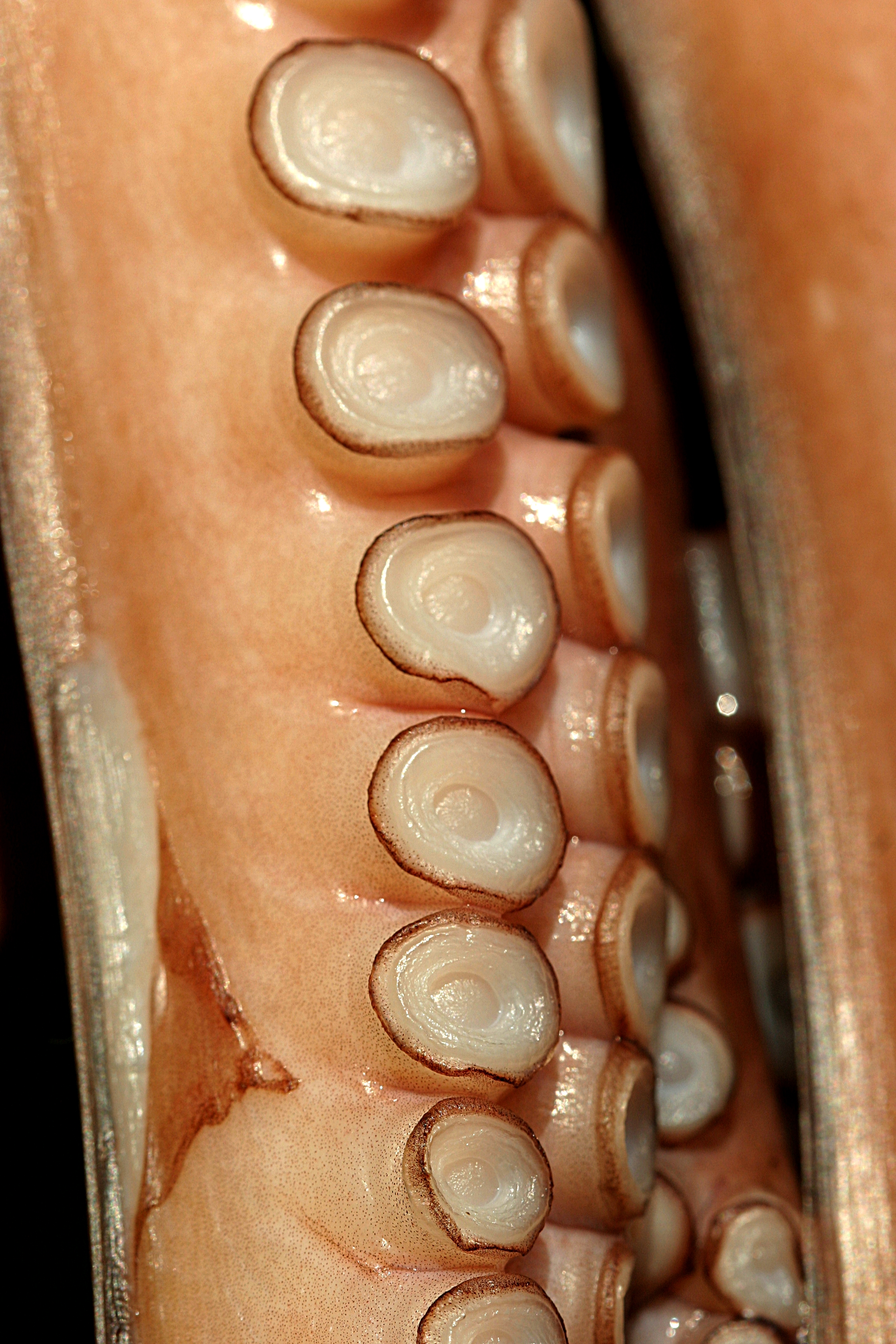
Le bras d'une pieuvre.

Un bras de céphalopode est un membre fonctionnant par paire situé sur la tête. Tous les céphalopodes disposent d'au moins huit bras.
Ce sont les nautiles qui en disposent le plus, ses membres ne sont pas munis de ventouse contrairement aux autres céphalopodes. Les calmars et les seiches possèdent dix membres tandis que les octopodes (pieuvres et espèces apparentées), n'en ont que huit. Dans la classification classique basée sur ces caractères synapomorphiques, les deux sous-groupes d'octopodes se différencient, entre autres, l'un de l'autre, par la présence de paire de cils à chaque ventouses, des cirri en latin. Les Cirrina en disposent tandis que les Incirrina n'en ont pas.

## Étymologie et utilisation
Pour éviter les confusions, certaines sources distinguent les bras des tentacules. Lorsque cette distinction est faite, les tentacules désignent les deux membres supplémentaires, plus long que les autres membres, dont disposent les calmars et les seiches. Ainsi le terme tentacule serait impropre pour les pieuvres, qui ne disposent pas de ces deux organes. De plus les ventouses parcourent le long des bras tandis que pour les tentacules elles se trouvent à l'extrémité. En revanche d'autres sources ne font pas cette distinction. Le terme tentacule dérive du terme latin médiéval tentare signifiant tâter, toucher.